# RFL Championship 1943-44
El Northern Rugby Football League Wartime Emergency League de 1943-44 fue la 49.º edición del torneo de rugby league más importante de Inglaterra.
El torneo se disputó de manera no oficial, no considerándose el campeón de esta temporada dentro del palmarés del Rugby Football League Championship, el campeonato fue organizado con el fin de mantener el deporte e impulsar la moral del público. 

## Formato
Los equipos se enfrentaron en formato de todos contra todos, el equipo que obtuvo más puntos se coronó campeón.
Se otorgaron 2 puntos por cada victoria, 1 por el empate y 0 por la derrota.

## Desarrollo

### Tabla de posiciones
| Pos. | Equipo              | Encuentros | Encuentros | Encuentros | Encuentros | Puntos |
| Pos. | Equipo              | PJ         | PG         | PE         | PP         | Puntos |
| ---- | ------------------- | ---------- | ---------- | ---------- | ---------- | ------ |
| 1    | Wakefield Trinity   | 22         | 19         | 0          | 3          | 38     |
| 2    | Wigan Warriors      | 21         | 17         | 0          | 4          | 34     |
| 3    | Hull FC             | 21         | 15         | 0          | 6          | 30     |
| 4    | Dewsbury Rams       | 22         | 15         | 1          | 6          | 31     |
| 5    | Halifax RLFC        | 22         | 15         | 0          | 7          | 30     |
| 6    | Bradford Northern   | 19         | 11         | 1          | 7          | 23     |
| 7    | Leeds Rhinos        | 21         | 12         | 1          | 8          | 25     |
| 8    | Hunslet FC          | 22         | 12         | 0          | 10         | 24     |
| 9    | Barrow Raiders      | 22         | 11         | 0          | 11         | 22     |
| 10   | Keighley Cougars    | 21         | 9          | 0          | 12         | 18     |
| 11   | Huddersfield Giants | 21         | 7          | 1          | 13         | 15     |
| 12   | Oldham RLFC         | 21         | 7          | 0          | 14         | 14     |
| 13   | Featherstone Rovers | 22         | 6          | 0          | 16         | 12     |
| 14   | Batley Bulldogs     | 21         | 5          | 1          | 15         | 11     |
| 15   | York FC             | 22         | 5          | 1          | 16         | 11     |
| 16   | St Helens RFC       | 20         | 1          | 0          | 19         | 2      |

|  | Campeón. |

| Bandera de Inglaterra     |
| Campeón Wakefield Trinity |